# Mixophyes schevilli
Espèce
Synonymes
- Mixophyes fasciolatus schevilli Loveridge, 1933

Statut de conservation UICN

 LC  : Préoccupation mineure
Mixophyes schevilli est une espèce d'amphibiens de la famille des Myobatrachidae.

## Répartition

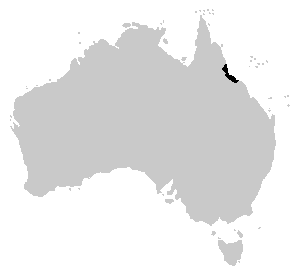
Répartition

Cette espèce est endémique du Nord-Est du Queensland en Australie. Elle se rencontre entre 100 et 1 500 m d'altitude,.

## Description

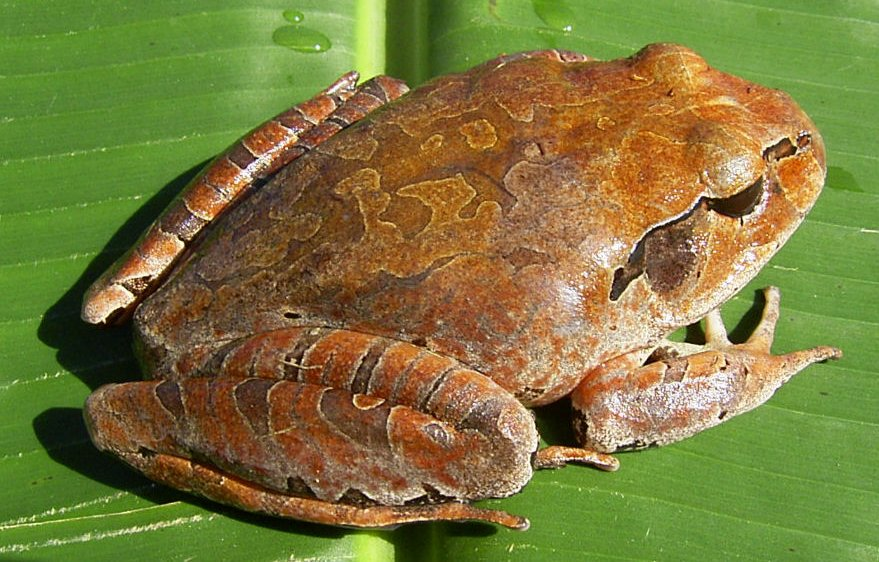
Mixophyes schevilli

Mixophyes schevilli mesure jusqu'à 100 mm. Son dos est brun roux. Les têtards mesurent jusqu'à 125 mm.

## Étymologie
Cette espèce est nommée en l'honneur de William Edward Schevill (1906–1994).

## Publication originale
- Loveridge, 1933 : Four new crinine frogs from Australia. Occasional Papers of the Boston Society of Natural History, vol. 8, p. 55-60 (texte intégral).